# Lista episoadelor din Code Lyoko
Aceasta este lista episoadelor serialului Code Lyoko, o animație fantastică franceză realizată în 2004 de către MoonScoop. Acest serial cuprinde un total de 121 episoade și un episod suplimentar cu două părți pe parcursul a cinci sezoane. Cel de-al cincilea sezon se numește Code Lyoko Evoluție.

## Prezentare generală
| Sezon | Sezon    | Episoade | Franța            | Franța            | Statele Unite ale Americii | Statele Unite ale Americii |
| Sezon | Sezon    | Episoade | Primul episod     | Ultimul episod    | Primul episod              | Ultimul episod             |
| ----- | -------- | -------- | ----------------- | ----------------- | -------------------------- | -------------------------- |
|       | Episod 0 | 2        | 21 octombrie 2006 | 21 octombrie 2006 | 2 octombrie 2006           | 3 octombrie 2006           |
|       | 1        | 26       | 3 septembrie 2003 | 25 februarie 2004 | 19 aprilie 2004            | 24 mai 2004                |
|       | 2        | 26       | 31 august 2005    | 8 februarie 2006  | 19 septembrie 2005         | 9 decembrie 2005           |
|       | 3        | 13       | 9 septembrie 2006 | 8 noiembrie 2006  | 4 octombrie 2006           | 23 octombrie 2006          |
|       | 4        | 30       | 13 august 2007    | 10 noiembrie 2007 | 18 mai 2007                | 3 martie 2008              |
|       | 5        | 26       | 19 decembrie 2012 | 19 decembrie 2013 | 28 februarie 2013          | Necunoscut                 |

## Sezonul 1
| #  | Titlu în limba română | Titlu în limba engleză | Titlu în limba franceză |
| -- | --------------------- | ---------------------- | ----------------------- |
| 0  | XANA capătă viață     | XANA Awakens           | Le réveil de XANA       |
| 1  | Ursulețul uriaș       | Teddygozilla           | Teddygozilla            |
| 2  | Nu cred până nu văd   | Seeing Is Believing    | Le voir pour le croire  |
| 3  | O vacanță cețoasă     | Holiday in the Fog     | Vacances dans la brume  |
| 4  | Jurnalul              | Log Book               | Carnet de bord          |
| 5  | Insecta uriașă        | Big Bug                | Big bogue               |
| 6  | Marea dilemă          | Cruel Dilemma          | Cruel dilemme           |
| 7  | O problemă de imagine | Image Problem          | Problème d'image        |
| 8  | Extraterestrul        | End of Take            | Clap de fin             |
| 9  | Satelitul             | Satellite              | Satellite               |
| 10 | Fata visurilor mele   | The Girl of the Dreams | Créature de rêve        |
| 11 | Invazia șobolanilor   | Plagued                | Enragés                 |
| 12 | Atacul albinelor      | Swarming Attack        | Attaque en piqué        |
| 13 | Exact la timp         | Just in Time           | D'un cheveu             |
| 14 | Capcana               | The Trap               | Piège                   |
| 15 | Criza de râs          | Laughing Fit           | Crise de rire           |
| 16 | Claustrofobia         | Claustrophobia         | Claustrophobie          |
| 17 | Amnezia               | Amnesia                | Mémoire morte           |
| 18 | Muzica fatală         | Killer Music           | Musique mortelle        |
| 19 | Frontiera             | Frontier               | Frontière               |
| 20 | Roboții               | The Robots             | L'âme des robots        |
| 21 | Zona gravitații zero  | Zero Gravity Zone      | Gravité zéro            |
| 22 | Rutina                | Routine                | Routine                 |
| 23 | Punct terminus        | Rock Bottom?           | 36ème dessous           |
| 24 | Canalul fantomă       | Ghost Channel          | Canal fantôme           |
| 25 | Cod Pământ            | Code: Earth            | Code Terre              |
| 26 | Start fals            | False Start            | Faux départ             |

## Sezonul 2
| #  | Titlu în limba română   | Titlu în limba engleză | Titlu în limba franceză |
| -- | ----------------------- | ---------------------- | ----------------------- |
| 27 | Un nou început          | New Order              | Nouvelle donne          |
| 28 | Tărâm necunoscut        | Uncharted Territory    | Terre inconnue          |
| 29 | Explorare               | Exploration            | Exploration             |
| 30 | O zi grozavă            | A Great Day            | Un grand jour           |
| 31 | Domnul Pück             | Mister Pück            | Mister Pück             |
| 32 | Ziua îndrăgostiților    | Saint Valentine's Day  | Saint Valentin          |
| 33 | Mixajul de final        | Final Mix              | Mix final               |
| 34 | Veriga lipsă            | Missing Link           | Chaînon manquant        |
| 35 | Jocurile sunt făcute    | The Chips Are Down     | Les jeux sont faits     |
| 36 | Marabounta              | Marabounta             | Marabounta              |
| 37 | Interes comun           | Common Interest        | Intérêt commun          |
| 38 | Tentația                | Temptation             | Tentation               |
| 39 | Comportament nepotrivit | A Bad Turn             | Mauvaise conduite       |
| 40 | Epidemia                | Attack of the Zombies  | Contagion               |
| 41 | Ultimatum               | Ultimatum              | Ultimatum               |
| 42 | Harababura              | A Fine Mess            | Désordre                |
| 43 | Sărutul Aelitei         | XANA's Kiss            | Mon meilleur ennemi     |
| 44 | Răul de înălțime        | Vertigo                | Vertige                 |
| 45 | Războiul rece           | Cold War               | Guerre froide           |
| 46 | Déjà Vu                 | Déjà Vu                | Empreintes              |
| 47 | În forma perfectă       | Tip-Top Shape          | Au meilleur de sa forme |
| 48 | E cineva acolo?         | Is Anybody Out There?  | Esprit frappeur         |
| 49 | Franz Hopper            | Franz Hopper           | Franz Hopper            |
| 50 | Contact                 | Contact                | Contact                 |
| 51 | Revelații               | Revelation             | Révélation              |
| 52 | Cheia                   | The Key                | Réminiscence            |

## Sezonul 3
| #  | Titlu în limba română  | Titlu în limba engleză | Titlu în limba franceză |
| -- | ---------------------- | ---------------------- | ----------------------- |
| 53 | Drept în inimă         | Straight to Heart      | Droit au cœur           |
| 54 | Lyoko minus unul       | Lyoko Minus One        | Lyokô moins un          |
| 55 | Valul                  | Tidal Wave             | Raz de marée            |
| 56 | Calea greșită          | False Lead             | Fausse piste            |
| 57 | Aelita                 | Aelita                 | Aelita                  |
| 58 | Ipocritul              | The Pretender          | Le prétendant           |
| 59 | Secretul               | The Secret             | Le secret               |
| 60 | Rătăcire temporară     | Temporary Insanity     | Tarentule au plafond    |
| 61 | Sabotaj                | Sabotage               | Sabotage                |
| 62 | Nimeni în mod deosebit | Nobody in Particular   | Désincarnation          |
| 63 | Număr impar            | Triple Trouble         | Triple sot              |
| 64 | Pericol mare           | Double Trouble         | Surmenage               |
| 65 | Runda finală           | Final Round            | Dernier round           |

## Sezonul 4
| #  | Titlu în limba română             | Titlu în limba engleză           | Titlu în limba franceză     |
| -- | --------------------------------- | -------------------------------- | --------------------------- |
| 66 | William se întoarce               | William Returns                  | Renaissance                 |
| 67 | Dublura                           | Double Take                      | Mauvaise réplique           |
| 68 | Deschiderea                       | Opening Act                      | Première partie             |
| 69 | Camera de distrugere              | Wreck Room                       | Double foyer                |
| 70 | Skidbladnir                       | Skidbladnir                      | Skidbladnir                 |
| 71 | Skidul se scufundă                | Maiden Voyage                    | Premier voyage              |
| 72 | Curs rapid                        | Crash Course                     | Leçon de choses             |
| 73 | Replica                           | Replika                          | Réplika                     |
| 74 | Prefer să nu vorbesc despre asta  | I'd Rather Not Talk About It     | Je préfère ne pas en parler |
| 75 | Un duș fierbinte                  | Hot Shower                       | Corps céleste               |
| 76 | Lacul                             | The Lake                         | Le lac                      |
| 77 | Rătăcind pe mare                  | Lost at Sea                      | Torpilles virtuelles        |
| 78 | Șoarece de laborator              | Lab Rat                          | Expérience                  |
| 79 | Drepturi de laudă                 | Bragging Rights                  | Arachnophobie               |
| 80 | O după-amiază de câine            | Dog Day Afternoon                | Kiwodd                      |
| 81 | Lipsa de bunăvoință               | A Lack of Goodwill               | Œil pour œil                |
| 82 | Amintire vagă                     | Distant Memory                   | Mémoire blanche             |
| 83 | Ghinion                           | Hard Luck                        | Superstition                |
| 84 | Racheta ghidată                   | Guided Missile                   | Missile guidé               |
| 85 | Romeo și Julieta                  | Kadic Bombshell                  | La belle de Kadic           |
| 86 | O enigmă canină                   | Canine Conundrum                 | Kiwi superstar              |
| 87 | O oddisee spațială                | A Space Oddity                   | Planète bleue               |
| 88 | Verișori îndepărtați              | Cousins Once Removed             | Cousins ennemis             |
| 89 | Muzică pentru îmblânzirea bestiei | Music To Soothe the Savage Beast | Il est sensé d'être insensé |
| 90 | Expunere greșită                  | Wrong Exposure                   | Médusée                     |
| 91 | Conexiune nepotrivită             | Bad Connection                   | Mauvaises ondes             |
| 92 | Transpirați reci                  | Cold Sweat                       | Sueurs froides              |
| 93 | La Pământ                         | Down To Earth                    | Retour                      |
| 94 | Luptă până la capăt               | Fight to the Finish              | Contre-attaque              |
| 95 | Ecouri                            | Echoes                           | Souvenirs                   |

## Code Lyoko Evoluție
| #        | Titlu în limba română          | Titlu în limba engleză         | Titlu în limba franceză        |
| -------- | ------------------------------ | ------------------------------ | ------------------------------ |
| 96 (1)   | XANA 2.0                       | XANA 2.0                       | XANA 2.0                       |
| 97 (2)   | Cortex                         | Cortex                         | Cortex                         |
| 98 (3)   | Spectromania                   | Spectromania                   | Spectromania                   |
| 99 (4)   | Doamna Einstein                | Miss Einstein                  | Madame Einstein                |
| 100 (5)  | Rivalitatea                    | Rivalry                        | Rivalité                       |
| 101 (6)  | Bănuieli                       | Suspicions                     | Soupçons                       |
| 102 (7)  | Numărătoarea inversă           | Countdown                      | Compte-à-rebours               |
| 103 (8)  | Virus                          | Virus                          | Virus                          |
| 104 (9)  | Cum să-l păcălești pe XANA     | How to Fool XANA               | Comment tromper XANA           |
| 105 (10) | Războinicul se trezește        | The Warrior Awakens            | Le réveil du guerrier          |
| 106 (11) | Întâlnirea                     | Rendezvous                     | Rendez-vous                    |
| 107 (12) | Haos în Kadic                  | Chaos at Kadic                 | Chaos à Kadic                  |
| 108 (13) | Vineri 13                      | Friday the 13th                | Vendredi 13                    |
| 109 (14) | Intruziunea                    | Intrusion                      | Intrusion                      |
| 110 (15) | Necodații                      | The Codeless                   | Les sans-codes                 |
| 111 (16) | Confuzie                       | Confusion                      | Confusion                      |
| 112 (17) | Un viitor profesional asigurat | An Assured Professional Future | Un avenir professionnel assuré |
| 113 (18) | Obstinație                     | Obstinacy                      | Obstination                    |
| 114 (19) | Capcană                        | Trap                           | Le piège                       |
| 115 (20) | Spionaj                        | Espionage                      | Espionnage                     |
| 116 (21) | Prieteni falși                 | False Pretenses                | Faux-semblants                 |
| 117 (22) | Revoltă                        | Mutiny                         | Mutinerie                      |
| 118 (23) | Deprimarea lui Jeremie         | Jeremy's Blues                 | Le blues de Jérémie            |
| 119 (24) | Paradox temporal               | Temporal Paradox               | Paradoxe temporel              |
| 120 (25) | Masacru                        | Massacre                       | Hécatombe                      |
| 121 (26) | Ultima misiune                 | Ultimate Mission               | Ultime mission                 |